# محاصره صیدا
محاصره صیدا (انگلیسی: Siege of Sidon)، حادثه‌ای است پس از نخستین جنگ صلیبی که طی آن شهر ساحلی صیدا توسط نیروهای متحد اورشلیم با همراهی نیروهای نروژ و ونیز در دسامبر ۱۱۱۰ تصرف شد. پس از آن نیز ارباب‌نشین صیدا تشکیل شد.